# Genowefa (gmina Kleczew)
Genowefa – wieś w Polsce, położona w województwie wielkopolskim, w powiecie konińskim, w gminie Kleczew. Miejscowość wchodzi w skład sołectwa Sławoszewo.
22 marca 1863 roku miała miejsce potyczka pod Genowefą, pomiędzy powstańcami styczniowymi z oddziału Kazimierza Mielęckiego a Rosjanami. Polacy zostali zmuszeni przez przeciwnika do odwrotu z pola walki.
W latach 1975–1998 miejscowość administracyjnie należała do województwa konińskiego.